# ミステリーの歩き方
『ミステリーの歩き方』（ミステリーのあるきかた）は、イマジニアより2024年12月12日に発売されたNintendo Switch用ゲームソフト。 

## 概要
架空の避暑地・鳴美沢を舞台にしたミステリーアドベンチャーゲーム。プロローグ＋全10話＋αで構成され、過去視の能力を有する主人公・赤沢独歩が、現代と過去を行き来して30年前の未解決事件の真相に迫っていく。

## 経緯
久しくコンシューマーゲームの開発から離れていたイマジニアが、2018年よりシリーズ展開している『Fit Boxing』の大ヒットを受け、コンシューマーゲームにもう一度本腰を入れて勝負しようと社長の澄岡和憲が本作を企画する。当初1本のゲームとして企画されたが「連続ドラマのようなゲーム」という特徴を生かすためには最初から全3部作のシリーズとして制作した方が、登場人物の個性やより深みのある展開を提供しやすくなると判断し、構想を再構築した。プラットフォームのハードはNintendo Switchのみ、海外展開は後に検討とのこと。
ディレクター兼シナリオライターを『ワールドエンド・シンドローム』を手掛けた金沢十三男が担当している。

## ゲームシステム
プレイヤーは現代と30年前の過去とを行き来して事件の真相に迫る。現代では、会話はフルボイスで進行し、美麗な背景が世界観を演出する。過去パートは古き良きドット絵で表現され、懐かしいコマンド選択式で知られざる事実を探っていく。そして連続ドラマのように、様々な伏線を張りながら最終話に向かっていく。
各話は主に「アバンタイトル」「オープニングアニメーション」「前半メイン：現代パート」「アイキャッチ」「後半メイン：現代パート&過去パート」「エンドロール」「次回予告」と進行。プレイヤーは「ドラマを観ている」「ドラマに参加している」感覚でゲームを鑑賞することができる。
また、プレーヤーの滞在時間を延ばす施策としてダウンロードコンテンツ「町ぶらシステム」が2025年1月30日に配信された。喫茶ホノルルを拠点に鳴美沢の町を自由に散策でき、レアカードやキーホルダーのアイテム収集やミニゲーム2種類が遊べる。

## ストーリー
30年前、鳴美沢にある山鳴荘という館の敷地内で、著名な画家・内田水龍が何者かに殺害された。警察の捜査の甲斐もなく、被疑者死亡で事件は幕引きする。それから30年の歳月を経た山鳴荘に、帝都大学・ミステリー研究会が、合宿を兼ねて事件を調査するために来訪。次第に判明する事実、浮上する疑惑、未解決事件の真相に迫るにつれ、当事者たちの明るいもてなしの奥に潜んでいた闇も露わになっていく・・・

## 登場人物

### 主要人物
赤沢独歩（あかざわ どっぽ）
声 - 米内佑希
本作の主人公。帝都大学1年生。ミステリー研究会・会員番号4。独歩にだけ見える紫のオーラに、自身が触れるとその物や人の過去の光景を見ることができる「過去視」という能力を持つ。ミス会には幸太郎に言われるがまま誘われただけで、独歩本人はミステリーに興味はない。
南条有栖（なんじょう ありす）
声 - 石川由依
帝都大学1年生。ミステリー研究会・会員番号1。本作のヒロイン。元警視総監を父にもち、自身も女子高生探偵として名を馳せたことから「ミステリーサラブレッド」と呼ばれている。会話のわずかな違和感を見落とさない洞察力に長け、やる気もないのに事件を解決に導く独歩を訝しんでいる。
赤沢魅月（あかざわ みづき）
声 - 谷茉柚花
独歩の妹。高校生ながらしっかり者。独歩が心配で東京で留守番せず鳴美沢へ追いかけた。独歩の過去視を知る唯一の人物。

### ミステリー研究会
東野陽炎（とうの かげろう）
声 - ランズベリー・アーサー
帝都大学1年生。ミステリー研究会・会員番号2。ミス研リーダーを自称する東野キャピタルグループの御曹司。自身の能力を誇示するキザな言動が目立つ割に、推理力は低いがどこか憎めない。
井沢幸太郎（いざわ こうたろう）
声 - 小林大紀
帝都大学1年生。ミステリー研究会・会員番号3。同じクラスで席の近かった独歩と知り合い、ミス研に誘う。ミス研に入った理由は顧問含め美女が多いからというお調子者だが、同会のムードメーカー的存在である。
皆戸彩芽（みなと あやめ）
ミステリー研究会を開講した帝都大学の新任女性准教授。犯罪心理学のエキスパート。

### 内田家関係者
内田渚（うちだ なぎさ）
声 - 伊藤あすか
大樹と澪のひとり娘。天真爛漫、明朗快活な人懐っこい地元の女子高生。時代劇で覚えたような古めかしい言い回しで喋る。
内田澪（うちだ みお）
声 - 向山直美
水龍のひとり娘で渚の母。両親の他界後は益生・朱美の養子となる。幼馴染の大樹と結婚し、現在は山鳴荘の管理人。
武藤大樹（むとう だいき）
声 - 沢城千春
澪の夫で渚の父。澪と結婚後も籍を入れず、夫婦別姓でいる。
内田水龍（うちだ すいりゅう）
声 - 渡辺真人
澪の父で渚の祖父。水龍はペンネームで、本名は誠。当時の画壇を席巻しかけた天才風景画家であったが30年前に何者かに殺害された。享年33歳。
内田雅子（うちだ まさこ）
声 - 山根希美
水龍の妻で澪の母、渚の祖母。夫・水龍殺害の容疑を警察にかけられ、心労により山鳴荘の庭で自ら命を絶った。享年33歳。
内田博（うちだ ひろし）
声 - 市橋尚史
水龍の兄。内田家の現当主であるが生涯独身。内田エステート現社長。町長選出馬の噂もある鳴美沢の有力者。
内田益生（うちだ ますお）
声 - 横田和輝
朱美の夫。婿養子。義兄の博から内田水龍ギャラリーの総支配人を任されている。
内田朱美（うちだ あけみ）
声 - かとう有花
博、水龍の妹で益生の妻。益生との間に実子がおらず、澪を養子に迎えた。50歳を過ぎた今も自由奔放な日々を送る。
武藤健流（むとう たける）
声 - 清住健太
渚の従兄妹で大樹の甥。都内の大学に通う学生。アイドルグループ「絶体絶命パンダ」のイベントの参加が目的で故郷の鳴美沢に帰省している。ミス研メンバーとは同い年だが「っす」体で接する。
武藤由樹（むとう ゆき）
声 - 紫苑雪
大樹の妹で健流の母。大樹と共に内田エステートに勤務し、社長・博の秘書を務める。
天地雄大（あまち ゆうだい）
声 - 岩﨑洋介
水龍の生涯唯一の弟子。一時期は水龍一家と共に山鳴荘で生活していたが突如破門された。現在は印象派の近代画家として鳴美沢でアトリエ『天と地』を営んでいる。

### その他
島田祥子（しまだ しょうこ）
声 - 佐伯まおこ
20代で警視になった警視庁刑事部の超エリート。休暇中（ゴールデンウイーク）にぶらり訪れた鳴美沢だが、ミス研の行く先々で首を突っ込む。独歩の過去視を見抜いている。
真白杏奈（ましろ あんな）
声 - 小倉唯
国民的アイドルグループ「絶体絶命パンダ」に所属する女子大生アイドル。仕事で鳴美沢に滞在している最中、ミス研メンバーと知り合う。可憐さを装っているがオフモードでは粗暴な態度をとり、特にアリスを目の敵にする。実は独歩たちと同じ帝都大学同期入学の生徒でミステリー研究会のメンバー。
殺スケ（仮）（ころすけ かっこかり）
巷を騒がせる謎の殺人鬼。悪質な配信者や汚職政治家など法で裁けない悪を標的にし、SNS上でダークヒーロー視されている。ウサギの面を被り「天網恢恢」と記した犯行声明を残すのが特徴。ミス研が訪れる鳴美沢でも事件を起こす。
鈴木唯（ゆずき ゆい）
声 - 鈴木唯（フジテレビ）
帝都テレビのアナウンサー。
原田葵（はらだ あおい）
声 - 原田葵（フジテレビ）
同上。

## 用語
鳴美沢
本作の舞台。長野県東部に位置する里町。設定は軽井沢。
ミステリー研究会
帝都大学の皆戸彩芽准教授が顧問を務める研究会。独歩、アリス、陽炎、幸太郎が所属する。設立の目的は犯罪心理学を学び高めること。当面は大学非公認のサークル扱いであるが、この1年の活動次第で次年度から単位の対象になるゼミへ昇格する可能性もある。
過去視
独歩が、自分にだけ見える「紫のオーラ」に触れたとき、持ち主、あるいは思念の主が記憶する過去へとダイブし、その視覚を乗っ取る形で過去を視ることができる（いわゆる「サイコメトリー」）。他人の視覚ではあるが、ある程度自由に操作することが可能。ただし、過去に滞在できる時間が設定されている。独歩の能力は、妹の魅月以外には秘密にしているため、過去視で得た情報をほのめかしながら、アリスが真相へたどり着いてもらうために誘導しなければならない。また、実際に過去視を行っている絶対時間は、ほんの一瞬でその間、独歩は白目を剥いて硬直した状態になっている。本編の2年前に、この能力に目覚めるが、任意に制御するまでには至っていない。
山鳴荘事件
またの名を『鳴美沢風景画家殺人事件』。内田水龍が自身の集大成となる『光陰』を山鳴荘の庭にて描き終える目前で、何者かに背中を刺されて死亡。傷口に筆を突き立てられた奇妙な状態で遺体となって発見された（ただし凶器はナイフ）。警察やマスコミは第1発見者で妻の雅子を被疑者と断定するも、雅子が首つり自殺を図り死亡。事件は被疑者死亡で処理された。本作におけるミス研の研究課題。
山鳴荘
内田邸の麓に建てられた擬洋風建築の別邸。山鳴荘事件の起きた舞台で、当時は内田水龍一家が暮らしていた。事件後は貸別荘となり、知り合いや紹介のみの利用に限定され、住所や電話番号を非公開にしている。現在の山鳴荘の主は内田澪。本作におけるミス研メンバーの宿泊現場。
喫茶ホノルル
全国チェーンを展開する、昭和の雰囲気を醸した謎の喫茶店。広告を掲載せず、共通のホームページも存在しない。鳴美沢店にはテーブル筐体が2台設置されていて、「町ぶらシステム」では当店が拠点となる。
内田エステート
鳴美沢に本社をおく不動産会社。創業者の内田巌（博、水龍の父。故人。）が一代で築き上げ、専務の武藤仁（大樹、由樹の父。故人。）がそれを支えた。現在は博が社長を継ぎ、大樹と由樹が勤務する。
内田水龍ギャラリー
内田水龍の生前の作品を展示するギャラリー。水龍の義弟・益生が提案し、内田エステートの出資で開館した。しかし、訪れる人は稀で経営は芳しくない。

## 主題歌
オープニングテーマ「ミステリーの歩き方」
作曲・編曲：大久保サトシ
エンディングテーマ「聖なる森」
作詞：金沢十三男 / 作曲・編曲：大久保サトシ / 歌：真白杏奈（CV：小倉唯）

## Web小説
Web小説『ミステリーの歩き方』が、2024年10月3日から同年12月5日まで公式noteにて連載された。シナリオ担当の金沢十三男による書き下ろしで、独歩が帝都大学に入学してからミステリー研究会が発足するまでの前日譚が綴られている。

## ボイスドラマ
ボイスドラマ『エピソードゼロ 真白杏奈の流儀』が、2025年5月1日から5月7日まで公式Xにて更新された。真白杏奈にフォーカスを当てた本編の前日譚を描いている。
| 話数  | 配信日        | 出典   |
| ----- | ------------- | ------ |
| 第1話 | 2025年 5月1日 | [ 8 ]  |
| 第2話 | 5月2日        | [ 9 ]  |
| 第3話 | 5月3日        | [ 6 ]  |
| 第4話 | 5月4日        | [ 10 ] |
| 第5話 | 5月5日        | [ 11 ] |
| 第6話 | 5月6日        | [ 12 ] |
| 第7話 | 5月7日        | [ 13 ] |

## プロモーション
本作のメディアパートナーとしてフジテレビが参画することが決定。その取り組みとして、ドラマ制作実績のあるチームが本作のCM動画を制作し、主人公・赤沢独歩役を杢代和人、ヒロイン・南条有栖役を永瀬莉子が演じている。
また、同局アナウンサーの鈴木唯と原田葵が、ゲーム内で起こる事件を報道するニュース番組のキャスター役として登場。本人に似せたゲームキャラクターのデザインだけでなく、キャラクターボイスも担当している。
さらに、フジテレビの番組「いいすぽ!+」「EXITV」で本作が紹介された。